# Georges Dumoulin (réalisateur)
Pour les articles homonymes, voir Georges Dumoulin (homonymie) et Dumoulin.
Georges Dumoulin est un réalisateur français né en 1934.

## Filmographie

### Courts métrages
- 1962 : Arnodio (coréalisateur : Jean Brunsvig)
- 1967: Le lapin de Noël
- 1962 : Le noble jeu de l'oie
- 1963 : L'Art et la Manière
- 1964 : Et Zeus se gratta la cuisse
- 1969 : Week-end surprise
- 1973 : Miss Paris et le majordome

### Longs métrages
- 1970 : Nous n'irons plus au bois
- 1976 : Le Graphique de Boscop (coréalisatrice : Sotha)

### Assistant réalisateur
- 1958 : Les Cinq Dernières Minutes, épisode Les Cheveux en quatre  de Claude Loursais